# Salem Heights (Ohio)
Salem Heights es un lugar designado por el censo ubicado en el condado de Hamilton en el estado estadounidense de Ohio. En el Censo de 2010 tenía una población de 3839 habitantes y una densidad poblacional de 901,06 personas por km².

## Geografía
Salem Heights se encuentra ubicado en las coordenadas 39°3′56″N 84°23′2″O / 39.06556, -84.38389. Según la Oficina del Censo de los Estados Unidos, Salem Heights tiene una superficie total de 4.26 km², de la cual 4.26 km² corresponden a tierra firme y (0%) 0 km² es agua.

## Demografía
Según el censo de 2010, había 3839 personas residiendo en Salem Heights. La densidad de población era de 901,06 hab./km². De los 3839 habitantes, Salem Heights estaba compuesto por el 95.47% blancos, el 1.33% eran afroamericanos, el 0.42% eran amerindios, el 1.25% eran asiáticos, el 0% eran isleños del Pacífico, el 0.16% eran de otras razas y el 1.38% pertenecían a dos o más razas. Del total de la población el 1.41% eran hispanos o latinos de cualquier raza.